# Typenzwang
Unter einem Typenzwang, wie er auch im Mittelalter nachweisbar ist, versteht man in der deutschen Rechtswissenschaft den Umstand, dass ein Rechtsanwender im Sachenrecht nur aus einem vom Gesetzgeber vorgegebenen Katalog von Handlungsformen und Gestaltungen auswählen und keine neuen vereinbaren oder annehmen darf (numerus clausus).

## Sachenrecht
Während etwa im Schuldrecht im Prinzip jeder beliebige Vertrag vereinbart werden darf (sogenannte Privatautonomie) und die Vertragsparteien nicht etwa aus vorgegebenen Vertragstypen zu wählen brauchen, kann man im Sachenrecht keine neue Rechtsform schaffen, weil sämtliche Rechtsformen gesetzlich festgelegt sind. Nicht betroffen ist dabei die Abschlussfreiheit, das „ob“ der Rechtsbegründung, denn die Bestellung dinglicher Rechte steht den Parteien frei. Betroffen ist lediglich die inhaltliche Gestaltungsfreiheit, das „wie“ des zu begründenden Rechts.
Im Einzelnen unterliegen dem Typenzwang:
- Vollrechte (nebst Mitberechtigungen): Eigentum, Bruchteilseigentum, und außerhalb des Sachenrechts geregelt: Gesamthandseigentum,
- Nutzungsrechte: Nießbrauch als umfassende Nutzungsberechtigung, daneben Teilnutzungsrechte: beschränkte persönliche Dienstbarkeit,
- Verwertungsrechte an Grundstücken: Hypothek, Grundschuld, Rentenschuld sowie die Reallast,
- Weiterhin: Erbbaurecht, Grunddienstbarkeit, Pfandrecht, Vorkaufsrecht und Vormerkung.

Innerhalb einzelner Typen gibt es gesetzliche Varianten. So lässt die Hypothek die Arten der Buch- und Briefhypothek (§ 1116 BGB) zu, daneben die Gesamt-, Höchstbetrags- und Sicherungshypothek. Durch eine Grunddienstbarkeit kann ein Grundstück in der Weise belastet werden, dass das Grundstück nur in einzelnen Beziehungen benutzt werden darf oder dass auf dem Grundstück gewisse Handlungen nicht vorgenommen werden dürfen oder dass die Ausübung eines Rechts ausgeschlossen ist (§ 1018 BGB). Beschränkte persönliche Dienstbarkeiten können sich mit Wohnrechten verknüpfen (§ 1090) BGB.

## Gesellschaftsrecht
Im Gesellschaftsrecht kann nur zwischen bestimmten Typen einer Gesellschaft gewählt werden (Rechtsformzwang), auch obgleich es Gestaltungsmöglichkeiten und Mischformen wie die GmbH und Co. KG gibt.